# Фред Коен
Фредерік Б. Коен (англ. Frederick B. Cohen; 1956) — американський інформатик, відомий як винахідник прийомів захисту від комп'ютерних вірусів.
У 1983 році, під час навчання в Інженерній школі Університету Північної Каліфорнії, він написав програму яка паразитувала на застосунках й захоплювала керування комп'ютером, один з перших комп'ютерних вірусів за класифікацією Леонарда Адлемана. Він, з дослідницькою метою, написав просту програму, яка вміла «заражати» комп'ютери, роблячи власні копії та поширюватися від однієї машини до іншої. Воно було приховано в більшій, законній програмі, яка завантажувалася в комп'ютер за допомогою флопі диску.

Також Коен вірив у корисні віруси, або позитивні й він навіть створив одного, якого назвав стискаючим вірусом. Поширюючись, він інфікував всі виконувані файли на комп'ютері, але не пошкоджував їх, а лише зменшував їхній розмір.
Коен має й інші роботи, присвячені комп'ютерним вірусам. Зараз він керує компанією, що займається комп'ютерною безпекою.

## Публікації
- 1991, Trends In Computer Virus Research(англ.)
- 1991, A Case for Benevolent Viruses(англ.)
- 1991, The Computer Security Encyclopedia - Computer Viruses(англ.)
- 1992, A Formal Definition of Computer Worms and Some Related Results(англ.)
- 1989, Models of Practical Defenses Against Computer Viruses(англ.)
- 1988, On the Implications of Computer Viruses and Methods of Defense(англ.)
- 1984, Computer Viruses - Theory and Experiments(англ.)
- 1989, Models of Practical Defenses Against Computer Viruses(англ.)